# 문인국
문인국(文人國, 1978년 9월 28일~)은 조선민주주의인민공화국의 축구 선수로, 포지션은 미드필더이며 현재 4.25체육단 소속으로 뛰고 있다

## 선수 경력
2006년 아시안 게임에서 북한의 8강 진출에 일조했고 이후 2010년 FIFA 월드컵 본선에서 조별리그 3경기 모두 선발로 출전한 뒤 이듬해에 열린 2011년 AFC 아시안컵 본선에도 출전했다.